# Mort maternelle

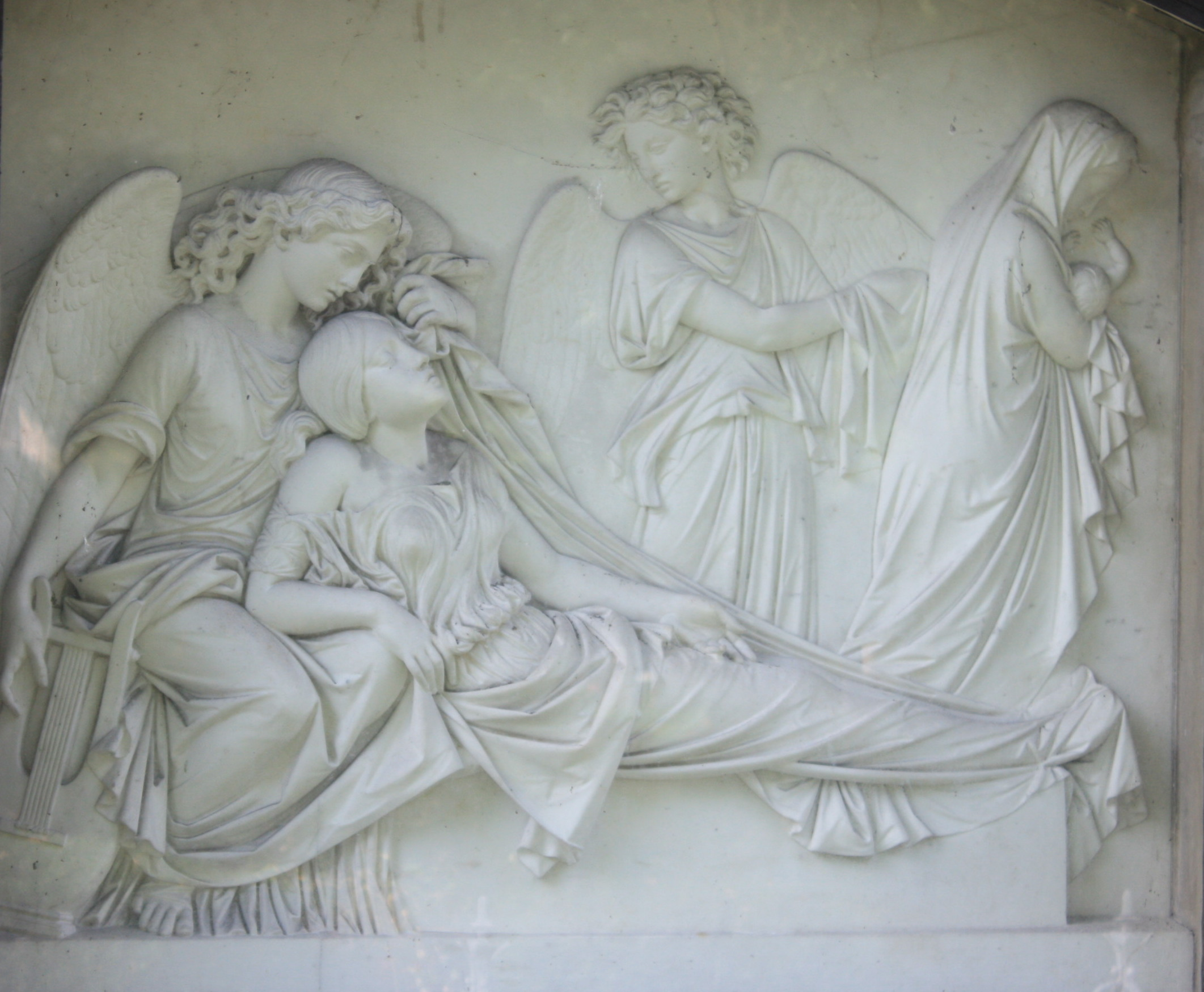
Une mère meurt et est emportée par des anges, son enfant emmené plus loin par une femme. Une gravure de 1863 au cimetière de Striesener Friedhof à Dresde

La mort maternelle est définie comme le décès d’une femme survenu au cours de la grossesse ou dans un délai de 42 jours après sa terminaison, quelle qu’en soit la durée ou la localisation, pour une cause quelconque déterminée ou aggravée par la grossesse ou les soins qu’elle a motivés, mais ni accidentelle, ni fortuite. Dans le monde, la plupart de ces morts étaient "évitables" si l'accès à la prévention et/ou à des soins adéquats avaient été disponibles.

## Statistiques mondiales
Dans certaines régions du monde (Afrique subsaharienne par exemple où on estime qu'il y a 536 décès pour 100 000 naissances vivantes), les statistiques peinent encore à décrire finement et fiablement la réalité, et elles présentent une grande disparité de qualité selon les régions ou pays, en raison notamment de l'incomplétude des registres d'état civil (en 2024, près de 2/3 tiers des enfants [66,1 % ; soit 1,7 million d'enfants] n'ont pas d’acte de naissance) et en 2018, 1/3 des femmes accouchaient à domicile ; et les situations de guerre ou post-conflit (ex : Yémen, Somalie, Soudan du Sud, République arabe syrienne, République démocratique du Congo, République centrafricaine, Tchad, Soudan et Afghanistan en 2022), les migrations (y compris dans le pays d'accueil), les déplacements forcés de population, ainsi que l'isolement géographique privent un grand nombre de femmes enceintes d'un accès aux établissements de santé.
- En 2002, les Nations unies estimaient que la mortalité maternelle globale atteint 529 000 par an, dont moins de 1 % se produisent dans les pays développés. Cependant, la plupart de ces décès étaient évitables d'un point de vue médical, car les traitements pour les éviter sont connus depuis les années 1950.
- En 2015, ce chiffre était encore de 295 000 par l'OMS, l'UNICEF, l'UNFPA, la Banque mondiale et l'ONU à 295 000 décès maternels/an[4]
- En 2020, environ 287 000 femmes sont mortes en couche ou des suites de leur accouchement (soit décès par jour, survenus pour 95 % d'entre eux dans les pays à revenu faible ou intermédiaire).
- En 20 ans, dans le monde (2000-2020) la mortalité maternelle a chuté d’environ 34 %.

## Catégories de causes
Les causes les plus fréquentes sont : les avortements non sécurisés, des hémorragies, comme en cas de rupture utérine parfois ; atonie utérine, placenta praevia ou hématome rétroplacentaire (post-accouchement le plus souvent), des infections (sepsis post-accouchement, généralement), l'hypertension artérielle durant la grossesse (prééclampsie et éclampsie), thrombose, embolie amniotique, grossesse extra-utérine, défaillance cardiaque ainsi que diverses complications de l’accouchement.

### Décès par cause obstétricale directe
Décès résultant de complications obstétricales, d’interventions, d’omissions, d’un traitement incorrect ou d’un enchaînement d’événements résultant de l’un quelconque des facteurs ci-dessus »

### Décès par cause obstétricale indirecte
Décès résultant d’une maladie préexistante ou d’une affection apparue au cours de la grossesse sans qu’elle soit due à des causes obstétricales directes, mais qui a été aggravée par les effets physiologiques de la grossesse ».

## Morts maternelles dans la fiction

### Littérature
Dans le récit japonais médiéval Le Dit du Genji (XIe siècle), la première épouse de Genji, Aoi no Ue, meurt en accouchant de leur fils Yūgiri.
Dans le conte Blanche-Neige, dans la version des frères Grimm, la mère de Blanche-Neige meurt en lui donnant le jour.
Le roman de Charles Dickens Oliver Twist, paru de 1837 à 1839, a pour personnage principal un orphelin dont la mère meurt en lui donnant naissance.
Dans le roman Les Hauts de Hurlevent d'Emily Brontë, paru en 1847, Catherine Earnshaw meurt en donnant naissance à sa fille Catherine Linton.

### Cinéma
Dans le film Le Monde d'Apu, réalisé par Satyajit Ray en 1959, l'épouse d'Apu, Aparna, meurt en accouchant de leur enfant.
Dans Star Wars, épisode III : La Revanche des Sith, réalisé par George Lucas en 2005, Padmé Amidala meurt en donnant naissance aux jumeaux Luke Skywalker et Leïa Organa.